# Gonzalo de Badajoz
Gonzalo de Badajoz (Badajoz, Extremadura, segle xv - ?), va ser un conqueridor i governador de Veragua. Tot i que és una de les figures significatives de la conquesta de Panamà, l'or va ser el seu major objectiu, però va fracassar en una missió de conquesta i va morir pobre i oblidat.

## Biografia
El conqueridor Gonzalo de Badajoz va néixer durant la vuitena dècada del segle xv a la ciutat de Badajoz. Arribà al Darién (Panamà) el 1508 de la mà de l'expedició de Diego de Nicuesa, quan aquest era nomenat governador de Veragua. Durant els primers anys va actuar en diferents expedicions que es van dur a terme pel territori del Darién.
El 1513 Pedro Arias Dávila fou nomenat governador i capità general de Castella d'Or, regió que englobava la zona nord de Colòmbia, Panamà, Costa Rica i Nicaragua. El 1515 Arias Dávila envià a Gonzalo de Badajoz, amb 80 homes, a conquerir part del territori del que avui és la província de Coclé a Panamà. Posteriorment se li afegí el capità Luís de Mercado amb 50 soldats més. Ambdós exploraren la zona, no sense cometre alguns abusos amb els indígenes per tal d'aconseguir or.

## A la recerca d'or
Al nord de Colòmbia i en tot l'istme de Panamà l'or tenia un considerable valor ritual, ja que hi havia el vell costum d'enterrar els cacics amb una gran quantitat de menjar, estris d'ús quotidià, peces de roba luxoses i valuoses joies perquè seguissin gaudint d'una vida regalada i poguessin pagar-se el viatge cap al més enllà. Per aquest motiu els caps tribals acaparaven grans quantitats d'or.
El poble indígena defensava aquest or ritual com si fos l'element més preuat de la seva vida, i més si qui el buscava no tenia cap mirament en destruir sepultures indígenes que guardaven els ossos dels avantpassats, com sistemàticament va passar al nord de Colòmbia.

## Conquesta del territori
Des de les costes atlàntiques fins a les del Pacífic, Gonzalo de Badajoz i els seus 150 homes van travessar l'actual territori panameny sotmetent a les diverses tribus i apoderant-se de l'or que trobaven. En arribar al territori del cacic Paris, a l'actual Península d'Azuero, aquest ja coneixia l'interès dels castellans per l'or i els va obsequiar amb diverses lliures d'or, tot creient que d'aquesta manera no assaltarien els seus dominis. Això però, va despertar més cobdícia entre els soldats i assaltaren la tribu. Paris aconseguí escapar i agrupant 4.000 indis de la zona atacà per sorpresa a Gonzalo de Badajoz, al qual mataren 80 homes i li prengueren tot el tresor. Badajoz i els supervivents van arribar fins a la platja més propera, des d'on escaparen fins a l'illa de Taboga en unes canoes indígenes. Posteriorment, travessant l'istme, arribaren fins a Santa María la Antigua del Darién, més angoixats per haver perdut l'or que no pas per la pèrdua de 80 homes.
Posteriorment Arias Dávila envià una expedició digigida per Gaspar de Espinosa per explorar noves terres, però alhora castigar els indis i recuperar l'or.

## L'ocàs del guerrer
Gonzalo de Badajoz no es recuperà del fracàs de l'expedició, retirant-se a la seva terra extremenya, però dos anys després tornà al Nou món i Arias Dávila, considerant les bones qualitats militars, li assignà el càrrec de regidor perpetu de la recentment fundada ciutat de Panamà.
Allà no fou tan ben rebut ni respectat i la vergonya que calladament sentia li minava la moral, martiritzant-lo fins a deixar-ho tot i acabar els dies en la misèria.